# L'Univers à portée de main
L'Univers à portée de main est un livre de vulgarisation scientifique de Christophe Galfard publié en 2015. Il est classé meilleur livre scientifique de l'année 2015 par le magazine Lire.

## Présentation
La version française, traduite par Éva Roques, Thierry Piélat et l'auteur lui-même, a été publiée en France aux éditions Flammarion, en 2015. La version anglaise, intitulée The Universe in your Hand, est éditée par Macmillan en Angleterre, et Flatiron Books (appartenant à Macmillan) aux États-Unis.
Le livre permet au lecteur d'avoir un « voyage de pensée » à travers les différentes théories scientifiques modernes, incluant l'espace-temps, les trous noirs et la théorie des cordes.
La dernière édition de Flammarion propose un cahier photographique.

## Parties

### Première partie: Le cosmos
- Chapitre 1 : Un boum silencieux
- Chapitre 2 : La Lune
- Chapitre 3 : Le Soleil
- Chapitre 4 : Notre famille cosmique
- Chapitre 5 : Au-delà du Soleil
- Chapitre 6 : Un monstre cosmique
- Chapitre 7 : La Voie lactée
- Chapitre 8 : Le premier mur

### Deuxième partie: Donner sens au cosmos
- Chapitre 1 : L'ordre et la loi
- Chapitre 2 : Une petite pierre gênante
- Chapitre 3 : 1915
- Chapitre 4 : De l'impossible chasse au dinosaure
- Chapitre 5 : La lumière
- Chapitre 6 : Les étoiles du ciel sont-elles toutes mortes ?
- Chapitre 7 : Expansion
- Chapitre 8 : Ressentir la gravité
- Chapitre 9 : Cosmologie
- Chapitre 10 : Au-delà de notre horizon cosmique
- Chapitre 11 : Vestiges du Big Bang

### Troisième partie: À toute allure
- Chapitre 1 : Se préparer psychologiquement
- Chapitre 2 : Un drôle de rêve
- Chapitre 3 : À chacun son temps
- Chapitre 4 : Comment ne plus jamais vieillir

### Quatrième partie: Une plongée dans le monde quantique
- Chapitre 1 : Un lingot d'or et un aimant
- Chapitre 2 : Comme un poisson dans l'eau
- Chapitre 3 : Les atomes
- Chapitre 4 : Un jeu de matière et de lumière
- Chapitre 5 : Le monde cruel de l'électron
- Chapitre 6 : Une étonnante prison
- Chapitre 7 : La dernière force
- Chapitre 8 : La chaleur du danger

### Cinquième partie: Aux origines de l'espace et du temps
- Chapitre 1 : Avoir confiance
- Chapitre 2 : Un petit robot jaune
- Chapitre 3 : Le vide quantique
- Chapitre 4 : Antimatière
- Chapitre 5 : Le mur au-delà du mur
- Chapitre 6 : Les passés révolus

### Sixième partie: Mystères inattendus
- Chapitre 1 : L'Univers
- Chapitre 2 : Infinis quantiques
- Chapitre 3 : Rendre quantique la gravitation
- Chapitre 3 : Être et ne pas être, plutôt
- Chapitre 4 : Matière noire
- Chapitre 5 : Énergie sombre
- Chapitre 6 : Singularités
- Chapitre 7 : Le gris est le nouveau noir

### Septième partie: Quelques pas dans l'inconnu
- Chapitre 1 : Retour aux origines
- Chapitre 2 : Big Bangs
- Chapitre 3 : Un Univers sans bord
- Chapitre 4 : Une partie inexplorée de notre réalité
- Chapitre 5 : La théorie des cordes